# Granat
Granat, também conhecido como Astron 2, foi um observatório espacial soviético com colaboração francesa, polonesa e dinamarquesa lançado no dia 1 de dezembro de 1989 por um foguete Proton a partir do Cosmódromo de Baikonur.

## Características
O Granat foi dedicado a fazer observações astronômicas em raios X e raios gama. Ele tinha 4 metros de comprimento e media 2,5 metros de diâmetro. A alimentação elétrica era fornecida por dois painéis solares que se estendiam dos lados do corpo principal.
O satélite Granat reentrou na atmosfera em 25 de maio de 1999.

## Instrumentos
O instrumento principal era o telescópio Sigma de raios gama, de 3,5 metros de comprimento e 1,2 metros de diâmetro, com um campo de visão de 4,45x4,20 graus. O observatório tinha ainda um espectroscópio e um telescópio de raios X.